# Alfredo Marcondes
Alfredo Marcondes é um município brasileiro do estado de São Paulo localizado na mesorregião de Presidente Prudente. Alfredo Marcondes se encontra em 87° lugar na lista das cidades com a melhor qualidade de vida. Sua população segundo o Censo Demográfico de 2022 era de 4.445 habitantes.

## História
Em 24 de dezembro de 1929 o senhor Alfredo Soares Marcondes adquiriu 24,2 hectares localizados na região conhecida como Quilometro ló pertencente ao município de Presidente Prudente.
Alfredo Marcondes iniciou uma povoação, à qual intitulou de patrimônio de São Benedito. Alguns anos após famílias de imigrantes europeus provenientes de outras regiões do estado de São Paulo começam a comprar terras próximas ao povoado, fortalecendo assim o comércio local e movimentando o pacato povoado.
Em 30 de novembro de 1938, o patrimônio de São Benedito transforma-se em distrito do município de Presidente Prudente, ficando definido o nome do município em homenagem ao seu fundador.

### Imigração e Pioneiros
Foram os primeiros moradores e colonizadores do município de Alfredo Marcondes em sua maioria eram imigrantes europeus vindos no século XX, ou filhos de imigrantes, em suma, imigrantes de origem italiana, portuguesa, espanhola, e uma pequena porção de imigrantes alemães, japoneses e do oriente médio.  Dentre essas famílias, os imigrantes que chegaram em grande escala e eram eles(as) os senhores(as): Alfredo Soares Marcondes, Filomena Scatena Cristófano, Lourenço Zampieri, José Avancini, Luiz Grandolfo, José Lustri, Segundo Lustri, Caetano Munhos, Giacomo Berardinelli, Antônio Berardinelli, Brigette Guiral Arrivera Sanchéz, Francis Perdomo, Arthur Braiani, José Bagli, Carlos Ceusinagha, Luiz Gazolla, Pedro Gazolla, José Cruz Campoy, Ângela Neves Gonçalves, Antônio Calderam, José Coradetti, Jorran Ali Arminio, Stefano Corezini, Pedro Corezini, José Cruz Campoy, Manoel Gonçalves, Antônio Pereira da Silva, Modesto Bonfim, Arthur Toni, Angelina Zampoli Moreira, Manoel Moreira, Pompeo Pasquini, João Tarifa Conde Primo, Beraldo Paschoal Salatti, Pedro Bernasconi, João Batista Silvério, João Costa, Narciso Costa, Luiz Sturaro, Luiz Paris, Ângelo Trombeta, João Maciel Pinto, Benedito Matheus da Rocha e Benedito Generoso.

## Geografia

### Clima
O clima é o temperado subtropical, cuja temperatura oscila entre a máxima de 38º, mínima de 14º, durante o inverno a temperatura pode chegar a 5° e 2° graus, com pequenas geadas, e média de 24º, com predominância de ventos do quadrante sul.
A região, de uma forma geral, está sujeita, durante o inverno, a ação da Massa Polar Atlântica(mPa) provocando grandes friagens e em determinadas localidades as geadas. Durante o verão, a Massa Polar Atlântica recua cedendo espaço a Massa Equatorial Continental(mEc) provocando grande volume de chuvas. Em média o índice pluviométrico é por volta dos 1.400 mm anuais, oferecendo raramente grandes variações.

### Rodovias
- SP-501

## Demografia

### População
| Crescimento populacional                             | Crescimento populacional | Crescimento populacional | Crescimento populacional |
| Ano                                                  | População Total          |                          | %±                       |
| ---------------------------------------------------- | ------------------------ | ------------------------ | ------------------------ |
| 1950                                                 | 16 054                   |                          | —                        |
| 1958                                                 | 13 387                   |                          | −16,6%                   |
| 1960                                                 | 7 679                    |                          | −42,6%                   |
| 1970                                                 | 6 867                    |                          | −10,6%                   |
| 1980                                                 | 4 309                    |                          | −37,3%                   |
| 1991                                                 | 3 493                    |                          | −18,9%                   |
| 2000                                                 | 3 697                    |                          | 5,8%                     |
| 2010                                                 | 3 891                    |                          | 5,2%                     |
| 2022                                                 | 4 445                    |                          | 14,2%                    |
| Est. 2024                                            | 4 556                    | [ 8 ]                    | 2,5%                     |
| Fontes: Censos Demográficos IBGE e Estimativas SEADE |                          |                          |                          |

### Dados demográficos
Dados do Censo - 2000
População total: 3.697
- Urbana: 2.672
- Rural: 1.025
- Homens: 1.881
- Mulheres: 1.816

Densidade demográfica (hab./km²): 30,94
Mortalidade infantil até 1 ano (por mil): 7,89
Expectativa de vida (anos): 76,19
Taxa de fecundidade (filhos por mulher): 1,87
Taxa de alfabetização: 88,80%
Índice de Desenvolvimento Humano (IDH-M): 0,799
- IDH-M Renda: 0,686
- IDH-M Longevidade: 0,853
- IDH-M Educação: 0,858

(Fonte: IPEADATA)

## Infraestrutura

### Comunicações
O sistema de telefones automáticos foi inaugurado na cidade em 1976 pela Telecomunicações de São Paulo (TELESP), que também implantou o sistema de discagem direta à distância (DDD) em 1987 com o código de área (0182).
Na década de 90 o código DDD da cidade foi alterado para (018), para padronização do sistema telefônico com a telefonia celular que estava sendo implantada em todo o estado.

## Filhos ilustres
- Zé Carlos Machado - ator
- Tess Amorim - atriz

## Religião
O Cristianismo se faz presente na cidade da seguinte forma:

### Igreja Católica
- A igreja faz parte da Diocese de Presidente Prudente.[16]

### Igrejas Evangélicas
Entre as igrejas protestantes históricas, pentecostais e neopentecostais, encontram-se na cidade:
- Assembleia de Deus Ministério do Belém.[19][20]
- Congregação Cristã no Brasil.[21]